# Sem Remorso (filme)
Sem Remorso (também conhecido como Tom Clancy's Without Remorse) é um filme americano de ação lançado em 2021, baseado na série publicada por Tom Clancy em 1993, um spin-off da série de filmes do Jack Ryan. É dirigido por Stefano Sollima e escrito por Taylor Sheridan e Will Staples, e é estrelado por Michael B. Jordan, Jamie Bell, Jodie Turner Smith, Luke Mitchell, Jack Kesy, Brett Gelman, Lauren London, Colman Domingo e Guy Pearce. A trama segue John Kelly, um SEAL da Marinha dos Estados Unidos que parte em um caminho de vingança depois que sua esposa grávida e membros da sua unidade são mortos por assassinos russos.
O filme estava em desenvolvimento desde que o romance foi publicado em 1993, com vários atores, incluindo Keanu Reeves e Tom Hardy, abordados para o papel de Kelly. Depois de mais de 20 anos no inferno do desenvolvimento, Jordan foi anunciado para o papel principal em setembro de 2018, e Sheridan foi contratado para reescrever um roteiro originalmente escrito nos anos 90. As filmagens começaram em Berlim em outubro de 2019 e, após um breve hiato devido à pandemia COVID-19, concluiu a produção em outubro de 2020.
Originalmente produzido e planejado para um lançamento nos cinemas pela Paramount Pictures, o filme foi adiado e depois adquirido pela Amazon Studios, que foi lançado digitalmente na Prime Video em 30 de abril de 2021. Recebeu críticas mistas dos críticos, que elogiaram o desempenho de Jordan, mas chamaram o filme de genérico.

## Trama
Em Aleppo, na Síria, uma equipe de SEALs da Marinha dos EUA, liderada pelo chefe sênior John Kelly, resgata um agente da CIA feito de refém por supostos membros do ISIS. Os SEALs ficam chocados ao descobrir que os raptadores não eram membros do ISIS, mas sim militares russos. Três meses depois, em aparente retaliação por seu papel na missão, os SEALs são secretamente mortos por agentes russos da FSB, um por um. A esposa grávida de Kelly, Pam, é assassinada quando os russos invadem sua casa. Apesar de ter sido baleado várias vezes, Kelly consegue matar todos, exceto um dos agressores antes de ser levado às pressas para o hospital.
Enquanto isso, em Washington, DC, o amigo de Kelly e ex-membro da equipe SEAL, Tenente Comandante Karen Greer, encontra-se com o oficial da CIA Robert Ritter e o Secretário de Defesa Thomas Clay para discutir como a FSB descobriu as identidades dos SEALs e para examinar as opções de resposta. Notícias vazadas sobre o ataque sem precedentes da Rússia em solo americano fizeram com que o relacionamento já tenso entre as duas nações azedasse ainda mais, possivelmente causando uma nova guerra fria .
Curado de seus ferimentos, Kelly rastreia um diplomata russo corrupto, que emitiu os passaportes para os agentes da FSB, e o força sob a mira de uma arma a revelar o nome do assassino sobrevivente, antes de matá-lo. Enviado para a prisão pelo crime, Kelly barganha sua saída, revelando que o agente fugitivo é Victor Rykov, um ex- oficial de Spetznaz que atualmente está escondido em Murmansk, na Rússia .
Kelly voa para a Rússia com Greer e uma equipe de operações secretas da CIA, com a intenção de realizar uma inserção HALO na costa russa. Seu avião é interceptado por um caça russo e atirado no Mar de Barents. Kelly, Greer e os membros sobreviventes da equipe vão até Murmansk usando um bote, onde encontram Ritter.
Kelly suspeita do Ritter e o culpa pelos vazamentos de inteligência, mas Ritter jura que não é o único responsável, então eles continuam com a missão. Eles localizam Rykov em um complexo de apartamentos onde Kelly sai em missão para matar Rykov em vez de levá-lo vivo como planejado. Quando Kelly confronta Rykov, ele descobre que ele está usando um colete suicida e está afirmando ser um membro de ativos da CIA. Rykov detona o colete matando-se, enquanto a equipe é imobilizada por um tiro de atirador. A equipe percebe que a missão foi uma armação e que eles deveriam ser capturados em solo russo para iniciar uma guerra.
Kelly se voluntaria para ficar para trás e agir como uma distração, dando ao time uma chance de escapar. Kelly luta contra os atiradores e a equipe tática da polícia, conseguindo escapar roubando um uniforme da polícia e sequestrando uma ambulância. Kelly, Greer, Ritter e os membros sobreviventes da equipe deixam o país de barco.
De volta a DC, Kelly confronta Clay em um restaurante e o força a entrar no carro. Depois que Kelly ameaça a família de Clay, ele confessa ser o responsável pelos vazamentos de inteligência e por orquestrar o conflito entre os EUA e a Rússia. Clay queria iniciar uma nova guerra fria para impulsionar a economia e unir o povo americano contra um inimigo comum.
Com a confissão de Clay, Kelly dirige o carro sobre uma ponte e o deixa afundar no fundo de um rio, afogando Clay. Kelly escapa do carro com a ajuda de Greer, que esperava no rio com equipamento SCUBA. Em uma estação de trem próxima, Greer dá a Kelly uma nova identidade fornecida por Ritter. Com sua nova identidade, ele parte para começar sua vida novamente como John Clark .
Em uma cena no meio dos créditos, Clark é visto conversando com Ritter sobre a criação de uma equipe multinacional de contraterrorismo, com o codinome " Rainbow ".

## Elenco
- Michael B. Jordan como John Kelly
- Jamie Bell como Robert Ritter - Vice Diretor
- Jodie Turner-Smith como a Tenente Comandante Karen Greer
- Luke Mitchell como Rowdy King
- Jack Kesy como Thunder
- Brett Gelman como Victor Rykov
- Lauren London como Pam Kelly
- Colman Domingo como Pastor West
- Guy Pearce como Thomas Clay - Secretario de Defesa
- Jacob Scipio como Hatchet
- Cam Gigandet como Keith Webb
- Todd Lasance como Dallas
- Lucy Russell como Dillard - Diretor da Cia[1]

## Produção
A Savoy Pictures comprou pela primeira vez os direitos do filme Sem Remorso logo depois que o romance foi lançado por US $ 2,5 milhões. Em um ponto, foi oferecido o papel de Clark a Keanu Reeves por US $ 7 milhões, mas ele recusou. Embora o filme não tenha cumprido a data de lançamento prevista para dezembro de 1995, foi acelerado depois que John Milius se juntou à produção com a intenção de escrever e dirigir o filme, trabalhando em estreita consulta com o autor do livro original, Tom Clancy. A revista Variety relatou que Laurence Fishburne e Gary Sinise foram posteriormente contratados para estrelar a adaptação; no entanto, a produção foi interrompida por problemas de roteiro e problemas financeiros com a produtora. O filme foi um inferno de desenvolvimento por anos até que Christopher McQuarrie assinou com a Paramount Pictures para dirigir a adaptação em 2012. Tom Hardy foi abordado pela Paramount para interpretar Clark, e Kevin Costner foi escalado para reprisar seu papel como mentor William Harper de outro filme baseado em Clancy, Jack Ryan: Shadow Recruit (2014), mas esta versão provavelmente foi descartada.
Em 2017, foi anunciado que Akiva Goldsman assinou contrato com o mesmo estúdio para produzir outra adaptação cinematográfica estrelada por Clark, Rainbow Six . Em 20 de setembro de 2018, Michael B. Jordan foi anunciado para interpretar o personagem em uma série de filmes em duas partes, que será composta por Sem Remorso e Rainbow Six e produzida por Goldsman, Jordan, Josh Appelbaum e Andre Nemec . Em dezembro de 2018, Stefano Sollima foi contratado para dirigir o filme. Em 9 de janeiro de 2019, a Variety anunciou que Taylor Sheridan iria reescrever o roteiro.
Em setembro de 2019, Jamie Bell e Jodie Turner-Smith foram escalados, com Luke Mitchell, Jacob Scipio, Cam Gigandet, Jack Kesy, Todd Lasance e Brett Gelman se juntando em outubro.
As filmagens começaram em Berlim em 25 de outubro de 2019. Algumas filmagens estavam programadas para começar em 19 de dezembro perto de Dupont Circle em Washington, DC O filme possivelmente completou as filmagens em Los Angeles em 19 de outubro de 2020.

## Lançamento
Sem remorso foi originalmente programado para ser lançado em 18 de setembro de 2020 pela Paramount Pictures, mas devido à pandemia COVID-19, foi adiado para 2 de outubro de 2020, e novamente para 26 de fevereiro de 2021. Em julho de 2020, a Amazon Studios entrou em negociações para adquirir os direitos de distribuição do filme e lançá-lo digitalmente no Prime Video. A Paramount oficialmente retirou o filme de seu calendário de lançamento nos cinemas em novembro de 2020. O filme foi exibido no comercial da Amazon com a Alexa e o Jordan feito para o Super Bowl LV . Foi lançado no Prime Video em 30 de abril de 2021.

## Recepção
Noagregador de resenhas Rotten Tomatoes, 44% de 135 resenhas são positivas, com uma classificação média de 5,3/10. O consenso dos críticos do site diz: "Apesar de uma atuação marcante de Michael B. Jordan, Sem Remorso não consegue escapar dos conceitos patrióticos desatualizados e cenários forçados de franquias." O Metacritic atribuiu ao filme uma pontuação média ponderada de 42 em 100, com base em 37 críticos, indicando "críticas mistas ou médias".
David Rooney, do The Hollywood Reporter ' chamou o filme de "veloz e vigoroso, impulsionado por seu condutor magnético" e escreveu: "O resultado é uma entrada sólida no cânone de Clancy - corajoso, de ritmo acelerado, misturado com cenas de luta muito bem coreografadas, ação com armas explosivas e intriga política tortuosa que parece presciente, uma vez que explora o período mais tenso das relações EUA-Rússia desde a Guerra Fria. "
Randy Meyers, do The Mercury News, escreveu: "Sem Remorso melhora seu material original e oferece um filme de espionagem satisfatoriamente elegante e ultraviolento." Owen Gleiberman, da Variety, chamou o filme de "... uma história de origem de heróis de ação animada e estereotipada, mergulhada no estilo de combate, que demonstra como um ator principal talentoso pode dobrar e aumentar o significado de um filme comercial."
Barry Hertz, do The Globe and Mail, escreveu: "Sem Remorso é uma tentativa tímida de refiltrar uma marca de espionagem que simplesmente não vem do nada. Se você gosta de tiroteios genéricos, de personagens descartáveis e suas reviravoltas na trama, tão previsíveis quanto mercadorias de banca de jornal, então tenho a missão nada impossível para você. " David Ehrlich, do IndieWire, deu ao filme uma nota de C– e disse: "Sem Remorso não entende o papel que deve servir como a base de uma franquia em potencial. É um filme travado em uma batalha tediosa pela custódia entre legado e potencial, muito seguro para abrir o apetite pelo que está por vir, ao mesmo tempo que é muito voltado para a sequência, buscando se sustentar com suas próprias pernas. "

## Sequência
No anúncio em setembro de 2018 da escolha de Michael B. Jordan para interpretar John Kelly, o ator disse que ele também apareceria em Rainbow Six, a sequência pretendida do filme.